# Москалець Микола Григорович
Москалець Микола Григорович (27 липня 1946) — український письменник.

## Життєпис
Народився 27 липня 1946 року в м. Дніпропетровську.
Закінчив Дніпропетровський державний університет (філологічний факультет).
Працював вчителем, адміністратором Дніпропетровського театру опери і балету, редактором Дніпропетровського драматичного театру ім. М. Горького, головним адміністратором Дніпропетровського театру юного глядача.
Зараз — заступник директора культурно-комерційного центру «Успіх».
Пише українською і російською мовами.

## Творча діяльність
Співавтор збірника «Книжкова веселка: Дитячі письменники рідного краю» (2009, Дніпропетровськ).
Автор книг
- «Как Медведь выручил Деда Мороза. Новогодняя сказка» (2003, Дніпропетровськ),
- «И боль моя, и вдохновенье» (2004, Дніпропетровськ), «Співзвуччя муз» (2005, Дніпропетровськ),
- «Мова ніжності і поезії» (2006, Дніпропетровськ),
- «Мой город молодой и вечный» (2006, Дніпропетровськ),
- «Черно… Быль…» (2006, Дніпропетровськ).